# روسوتسو ریزورت
روسوتسو ریزورت (به لاتین: Rusutsu Resort) یک منطقهٔ مسکونی در ژاپن است که در Abuta District واقع شده‌است.